# Фонграв
Фонгра́в, Фонґрав (фр. Fongrave) — муніципалітет у Франції, у регіоні Нова Аквітанія, департамент Лот і Гаронна. Населення — 620 осіб (01.01.2021).
Муніципалітет розташований на відстані близько 520 км на південь від Парижа, 105 км на південний схід від Бордо, 23 км на північ від Ажена.

## Демографія
Динаміка населення (INSEE ):
Розподіл населення за віком та статтю (2006):
| Стать | Всього | До 15 років | 15-24 | 25-44 | 45-64 | 65-85 | Понад 85 |
| --- | ------ | ----------- | ----- | ----- | ----- | ----- | -------- |
| Чоловіки | 288    | 72          | 20    | 64    | 72    | 48    | 12       |
| Жінки | 304    | 64          | 24    | 84    | 72    | 48    | 12       |
| \| Статево-вікова піраміда \| Статево-вікова піраміда \| Статево-вікова піраміда \| \| ----------------------- \| ----------------------- \| ----------------------- \| \| Чоловіки \| Вік \| Жінки \| \| 12 \| 85 + \| 12 \| \| 8 \| 80-84 \| 16 \| \| 12 \| 75-79 \| 4 \| \| 12 \| 70-74 \| 8 \| \| 16 \| 65-69 \| 20 \| \| 20 \| 60-64 \| 16 \| \| 12 \| 55-59 \| 12 \| \| 12 \| 50-54 \| 28 \| \| 28 \| 45-49 \| 16 \| \| 24 \| 40-44 \| 24 \| \| 16 \| 35-39 \| 20 \| \| 12 \| 30-34 \| 20 \| \| 12 \| 25-29 \| 20 \| \| 4 \| 20-24 \| 4 \| \| 16 \| 15-20 \| 20 \| \| 40 \| 10-14 \| 16 \| \| 24 \| 5-9 \| 20 \| \| 8 \| 0-4 \| 28 \| |        |             |       |       |       |       |          |
| Статево-вікова піраміда |        |             |       |       |       |       |          |
| Чоловіки | Вік    | Жінки       |       |       |       |       |          |
| 12 | 85 +   | 12          |       |       |       |       |          |
| 8 | 80-84  | 16          |       |       |       |       |          |
| 12 | 75-79  | 4           |       |       |       |       |          |
| 12 | 70-74  | 8           |       |       |       |       |          |
| 16 | 65-69  | 20          |       |       |       |       |          |
| 20 | 60-64  | 16          |       |       |       |       |          |
| 12 | 55-59  | 12          |       |       |       |       |          |
| 12 | 50-54  | 28          |       |       |       |       |          |
| 28 | 45-49  | 16          |       |       |       |       |          |
| 24 | 40-44  | 24          |       |       |       |       |          |
| 16 | 35-39  | 20          |       |       |       |       |          |
| 12 | 30-34  | 20          |       |       |       |       |          |
| 12 | 25-29  | 20          |       |       |       |       |          |
| 4 | 20-24  | 4           |       |       |       |       |          |
| 16 | 15-20  | 20          |       |       |       |       |          |
| 40 | 10-14  | 16          |       |       |       |       |          |
| 24 | 5-9    | 20          |       |       |       |       |          |
| 8 | 0-4    | 28          |       |       |       |       |          |

## Економіка
2010 року серед 357 осіб працездатного віку (15—64 років) 255 були активними, 102 — неактивними (показник активності 71,4%, у 1999 році було 66,1%). З 255 активних мешканців працювало 230 осіб (120 чоловіків та 110 жінок), безробітними було 25 (11 чоловіків та 14 жінок). Серед 102 неактивних 39 осіб було учнями чи студентами, 35 — пенсіонерами, 28 були неактивними з інших причин.

У 2010 році в муніципалітеті числилось 251 оподатковане домогосподарство, у яких проживали 647,5 особи, медіана доходів виносила 15 917 євро на одного особоспоживача

## Місця та пам'ятники
- Церква Сен-Леже де Фонграв, церква, колишня каплиця 16 -го століття,  містить красивий вівтарний образ  із різьбленого дерева Агене, вона внесена до списку історичних пам’яток з 1996 року.
- Каплиця Нотр-Дам-де-Ту-Пувуар-де-Фонграве.
- Озеро Темпль-сюр-Ло.

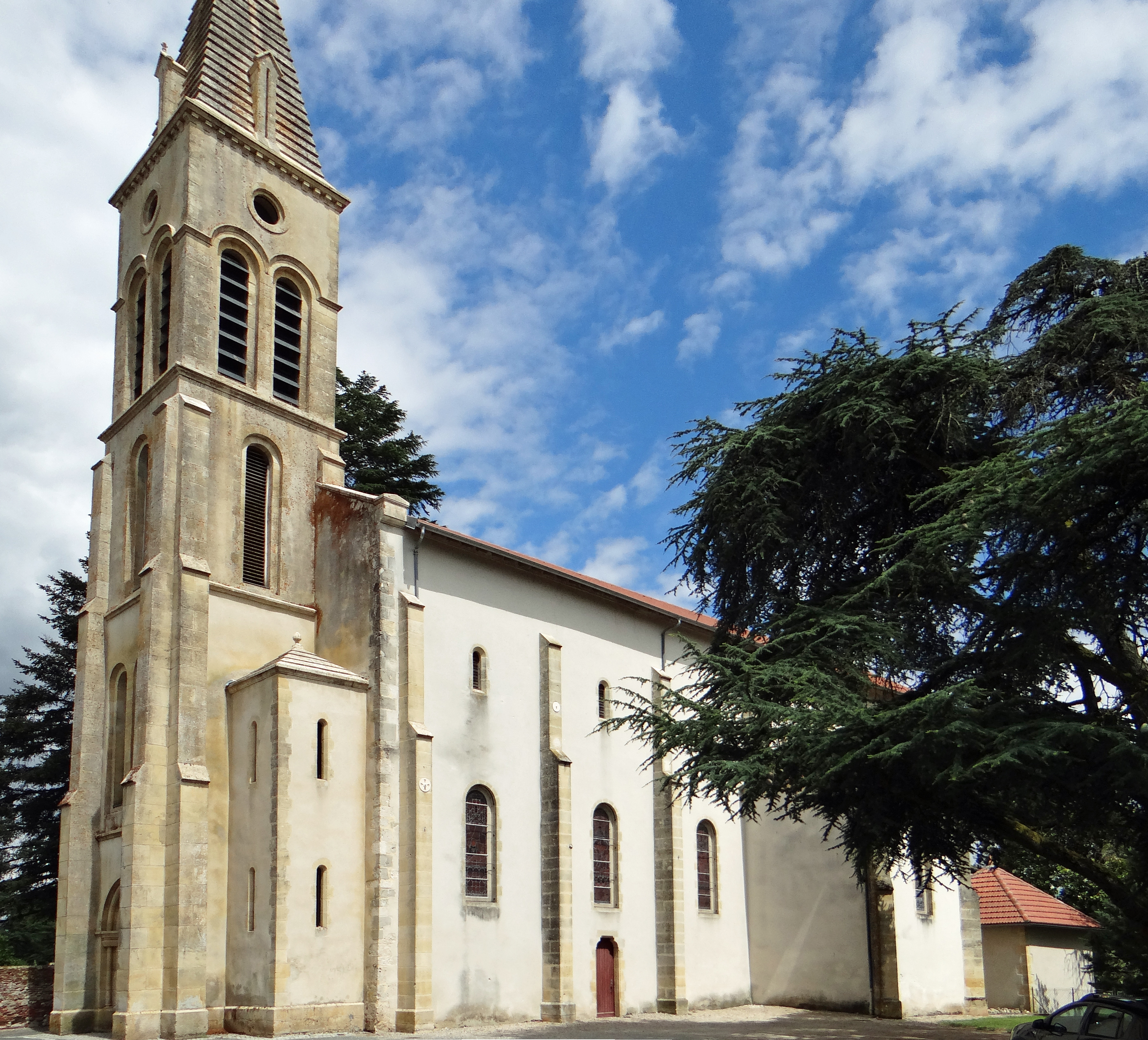
Fongrave - Chapelle Notre-Dame-de-Tout-Pouvoir -2.JPG
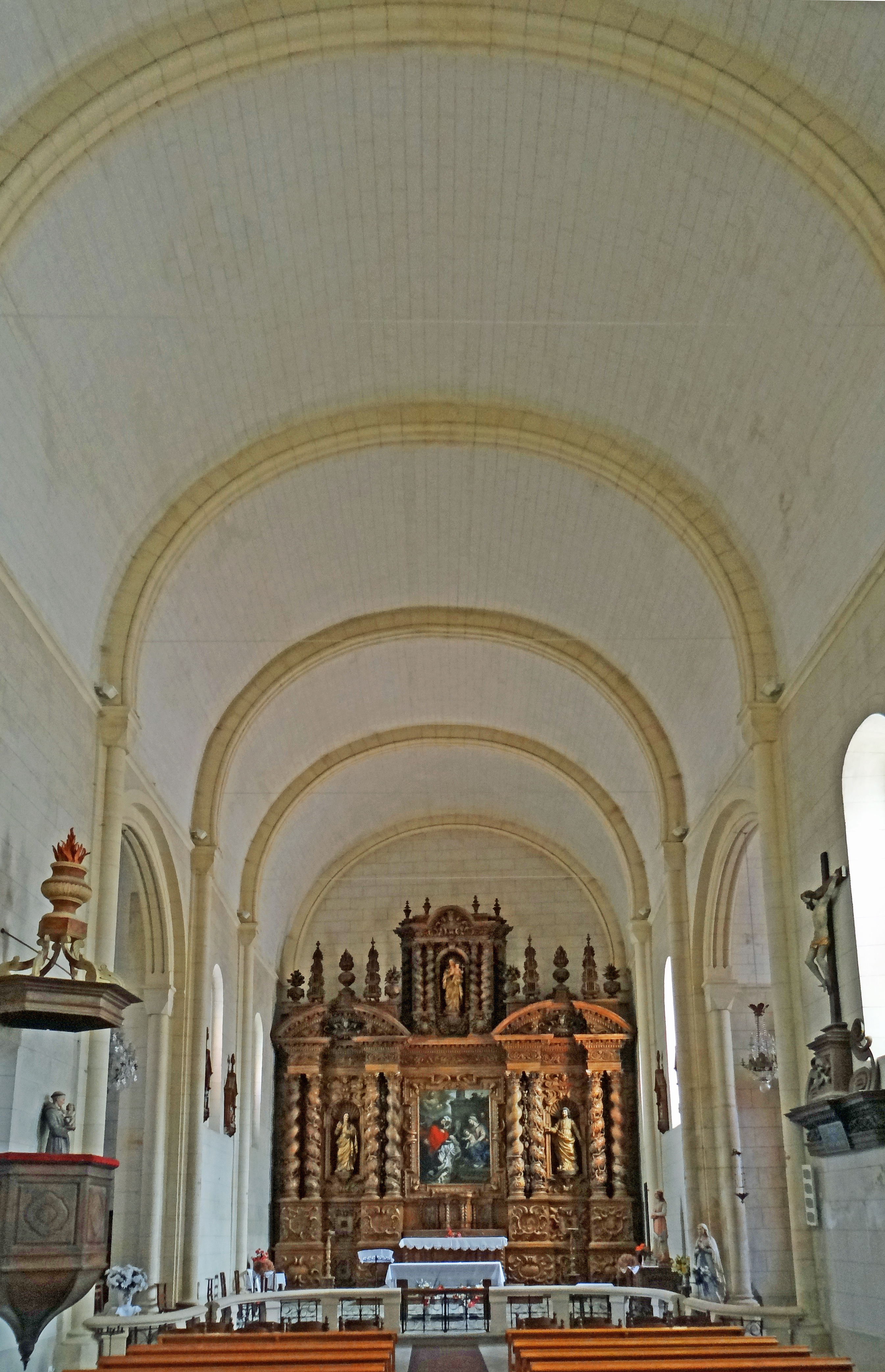
Церква Сен-Леже всередині
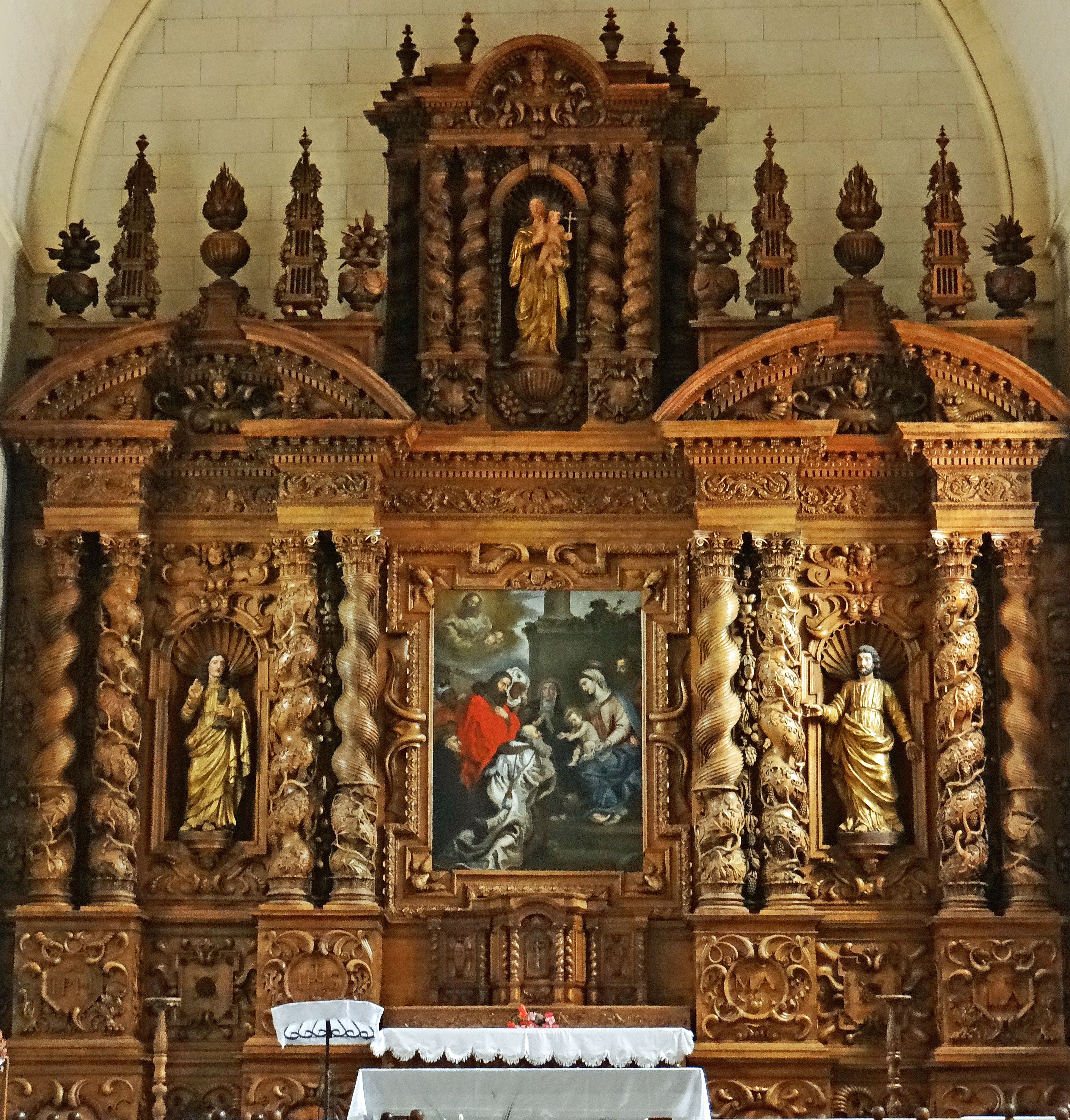
Церква Сен-Леже: вівтарна частина головного престолу.
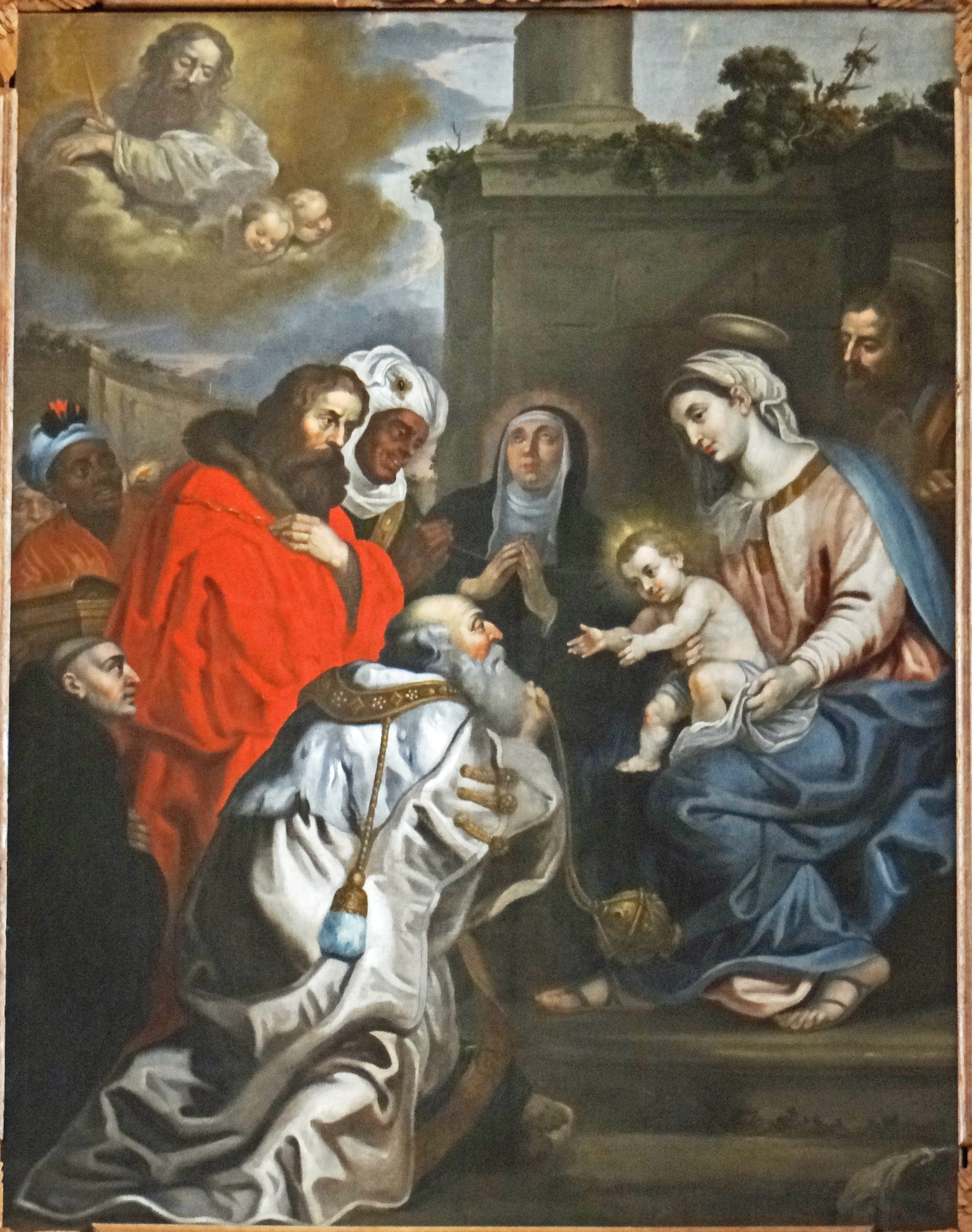
Картина "Поклоніння волхвів" у вівтарній частині.
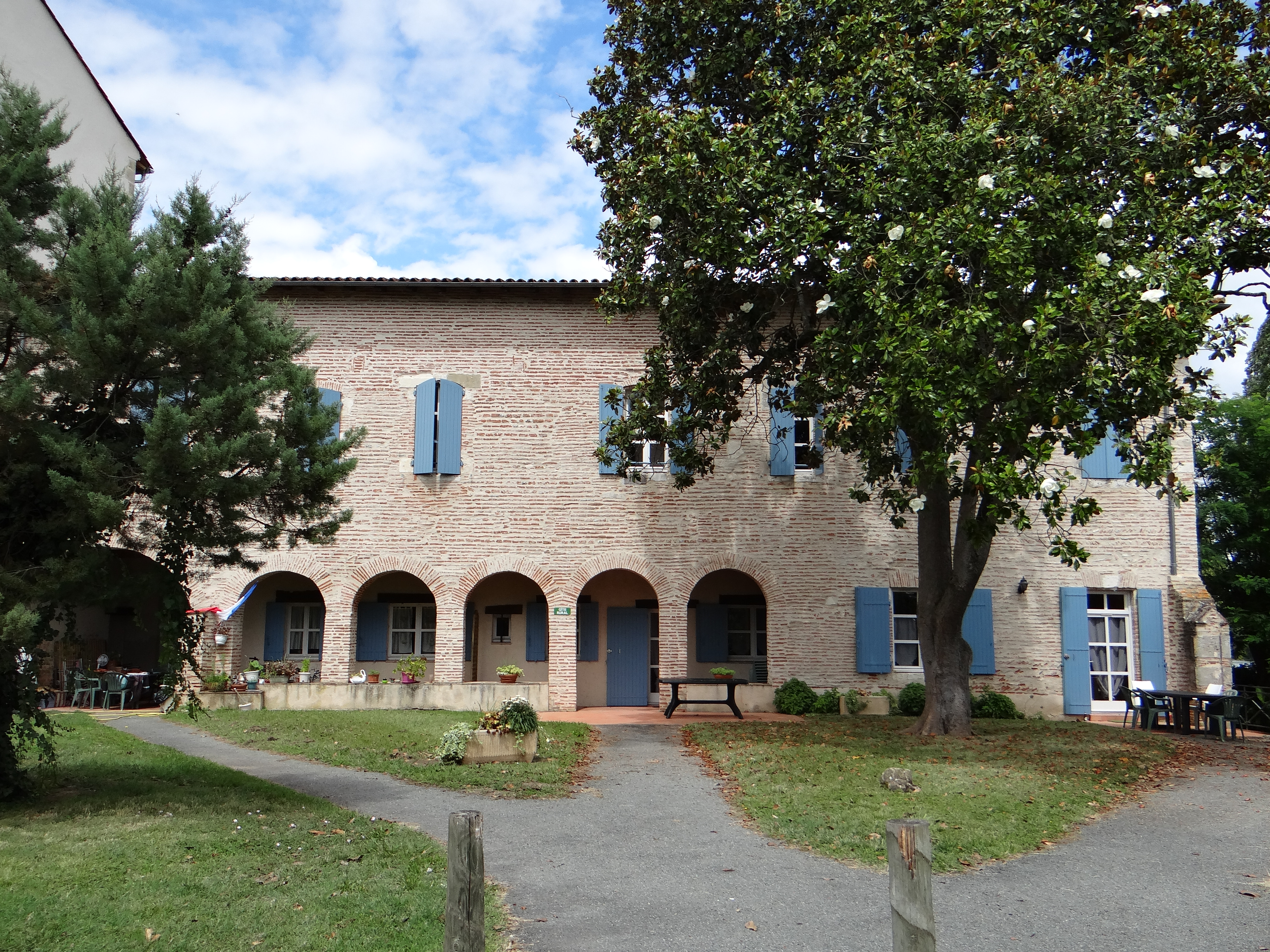
Колишній монастир.
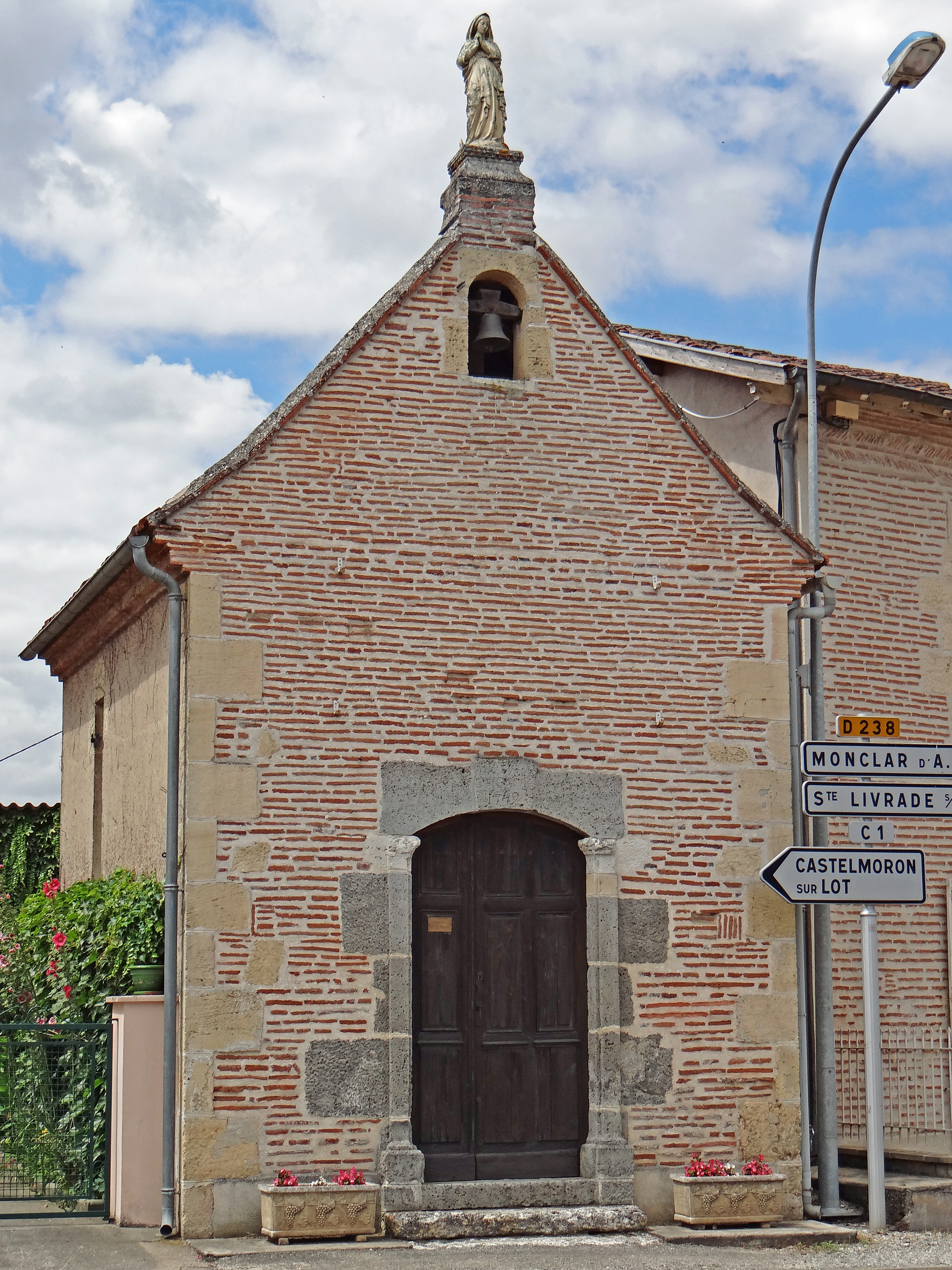
Колишній монастир.
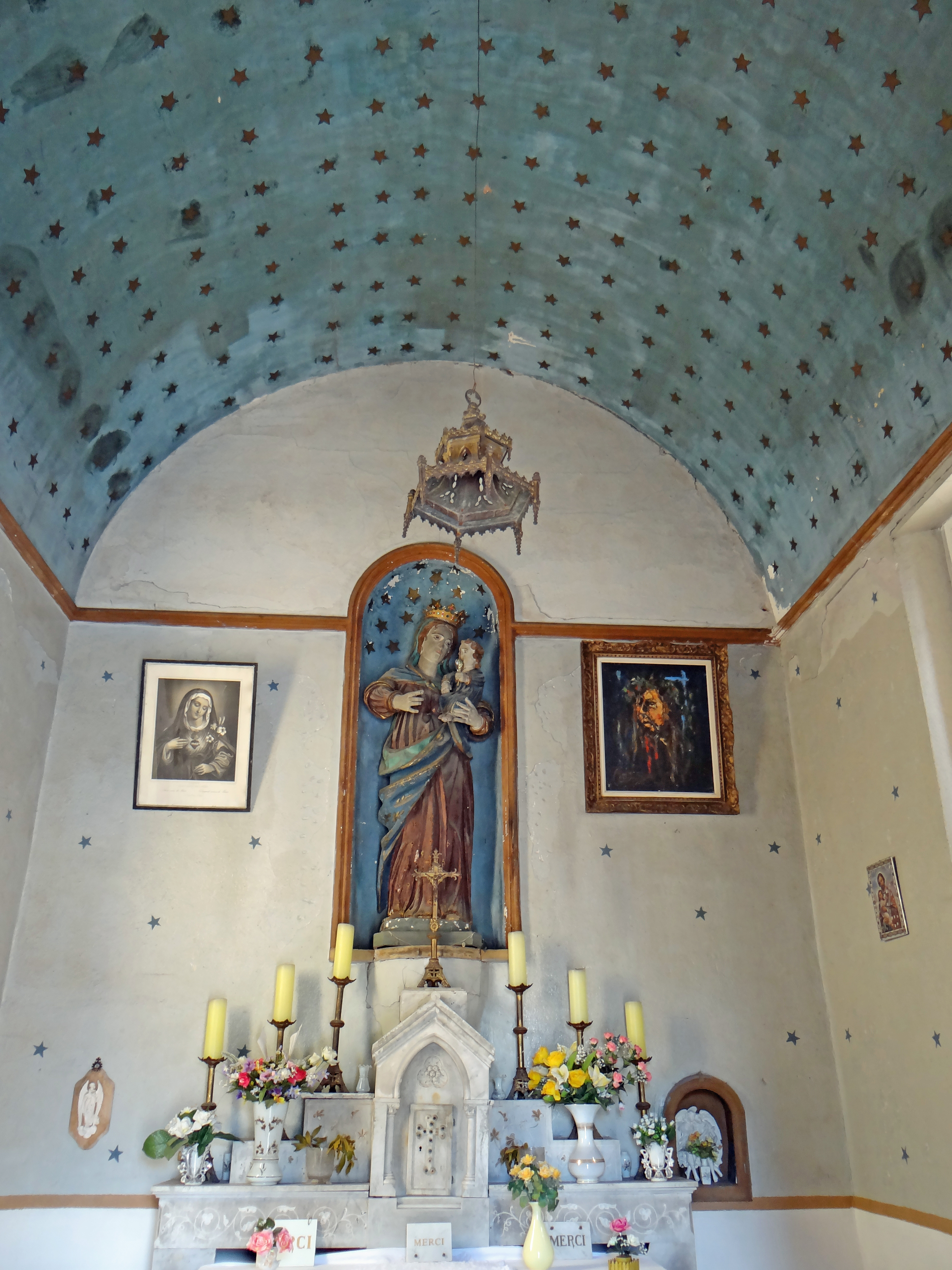
Каплиця Нотр-Дам-де-Ту-Пувуар всередині